# Mountain View (Missouri)
Mountain View – miasto w Stanach Zjednoczonych, w stanie Missouri, w hrabstwie Howell.